# Dragan Ćirković
Dragan Ćirković (Čačak, 1909 — Čačak, 1976) bio je srpski slikar. On je bio prvi čačanski akademski slikar.

## Biografija
Rođen je u Čačku, u uglednoj građanskoj porodici, 1909. godine. Tokom školovanja u Čačanskoj gimnaziji, posle jedne preležane bolesti, ostaje potpuno gluv, što je na neki način preusmerilo njegova dalja interesovanja ka vizuelnom stvaralaštvu. Školovao se u Kraljevskoj umetničkoj školi u Beogradu, preteči Likovne akademije u Beogradu, od 1932. do 1938. godine. Tu klasu je vodio poznati srpski slikar Ivan Radović, a među predavačima su bili Beta Vukanović i Simeon Roksandić. Toj generaciji studenata pripadala su velika imena poput Ljubice Sokić, Milivoja Nikolajevića, Bogdana Šuputa i drugih. Nakon školovanja vraća se u Čačak gde nastavlja sa radom. „Svaki opis njegove slike mora zastati na boji, čistoj, neposrednoj, bez polutonova.. Ćirković boju oseća unutarnjim slikarskim čulom, kao primarnu materiju kojom se postavljaju i rešavaju sva pitanja pikturalne prirode.” Pored slikarstva, bavio se vajarstvom. Radio je kao scenograf u Narodnom pozorištu u Čačku, a zatim kao ilustrator i karikaturista u novinama Čačanski glas. Bio je član ULUS-a.
Preminuo je 1976. godine u Čačku.

## Spoljašnje veze
- Zvanična Fejsbuk stranica
- Tekst u listu Politika
- Tekst u listu Čačanski glas